# Charles Turner (1er baronnet)
Pour les articles homonymes, voir Charles Turner (homonymie) et Turner.
Charles Turner, 1er baronnet (1666 - 24 novembre 1738) de Warham, Norfolk, est un avocat britannique et homme politique whig, qui siège à la Chambre des communes anglaise et britannique pendant 43 ans de 1695 à 1738. Il est un beau-frère de sir Robert Walpole et exerce des fonctions publiques presque sans interruption à partir de 1707. En 1730, il est le député le plus ancien de la Chambre des communes.

## Biographie
Il est baptisé le 11 juin 1666, fils de William Turner, avocat de North Elmham, Norfolk, et de son épouse Anne Spooner, fille de John Spooner. Il fait ses études à Scarning et à Norwich et est admis au Caius College, Cambridge le 29 avril 1681. Il est également admis à Middle Temple le 22 juillet 1684 et devient un avocat comme son père. Sa fortune est renforcée par le succès grandissant de sa propre famille et par ses liens influents, parmi lesquels la famille Walpole. En avril 1689, il épouse Mary Walpole, fille de Robert Walpole et sœur de Robert Walpole premier Premier ministre. 
Il contribue à l'élection de son beau-père lors de l'élection de 1695, lorsqu'il est réélu député pour King's Lynn avec son oncle John Turner. Il est fait chevalier le 22 mars 1696. Son poste étant inattaquable, il est réélu sans opposition à toutes les élections générales jusqu'à la fin de ses jours. Il est nommé Lord du commerce en 1707 et Lord de l'amirauté de 1714 à 1717. 
En 1720, il est nommé Lord du trésor. Il est créé baronnet le 27 avril 1727. À partir de 1729, il est caissier de l'échiquier et prend sa retraite de Lord du trésor en 1730. Il devient père de la maison en 1730. 
La première épouse de Turner, Mary, meurt en 1701 et en 1705, il épouse ensuite Mary Catelyn, veuve de Nevil Catelyn de Kirby Cane et fille de William Blois de Grundisburgh, dans le Suffolk. Il meurt subitement le 24 novembre 1738 à Houghton et est enterré à Warham. Par sa première femme, il a un fils qui est mort avant lui et quatre filles. Il est remplacé comme baronnet par son frère cadet John,.